# 青阳街道 (晋江市)
青阳街道是中国福建省泉州市晋江市下辖的一个街道。

## 地名由来
青阳之名，因古时此地有青梅山，山有青梅，民聚居于山之南，山南为阳，故称青梅山之阳，简称青阳。西晋时，有蔡姓人家人居。唐开元间，此地已成县城(泉州市区)到安海(安平)、东石商贾通行的中途站。其时，蔡氏有5人开饮食店5间以方便行旅，受到客商赞誉，称“青阳蔡五店市”，故青阳有“五店市”的俗称。

## 行政区划
青阳街道共辖12个社区，分别是：
青新社区、锦青社区、青华社区、莲屿社区、陈村社区、霞行社区、曾井社区、高霞社区、普照社区、洪宅安社区、象山社区、阳光社区和永福里社区。

## 宗教
- 青陽石鼓廟

## 文物保护单位
| 名称             | 编号             | 类型             | 地点                   | 时代             | 登录                       | 图片             |
| 市级文物保护单位 | 市级文物保护单位 | 市级文物保护单位 | 市级文物保护单位       | 市级文物保护单位 | 市级文物保护单位           | 市级文物保护单位 |
| ---------------- | ---------------- | ---------------- | ---------------------- | ---------------- | -------------------------- | ---------------- |
| 第一批           | 白毫庵           | 明               | 青阳街道霞行社区       | 1982年9月14日    | 古建筑                     |                  |
| 第二批           | 状元衙           | 明               | 青阳街道青华社区       | 1991年4月9日     | 古建筑                     |                  |
| 第三批           | 金鸡水利纪念碑   | 1962年           | 青阳街道 青阳社区      | 1999年6月15日    | 近现代重要史迹及代表性建筑 |                  |
| 第四批           | 张瑞图宅         | 明               | 青阳街道 霞行社区      | 2007年6月7日     | 古建筑                     |                  |
| 第五批           | 青华庄杰线宅     | 宋               | 青阳街道五店市传统街区 | 2013年2月5日     | 近现代重要史迹及代表性建筑 |                  |
|                  | 青华天官第       | 明               | 青阳街道五店市传统街区 | 2013年2月5日     | 古建筑                     |                  |